# Tricimba aureopilosa
Tricimba aureopilosa är en tvåvingeart som beskrevs av Ismay 1993. Tricimba aureopilosa ingår i släktet Tricimba och familjen fritflugor. Inga underarter finns listade i Catalogue of Life.